# Markthalle (Bray-sur-Seine)

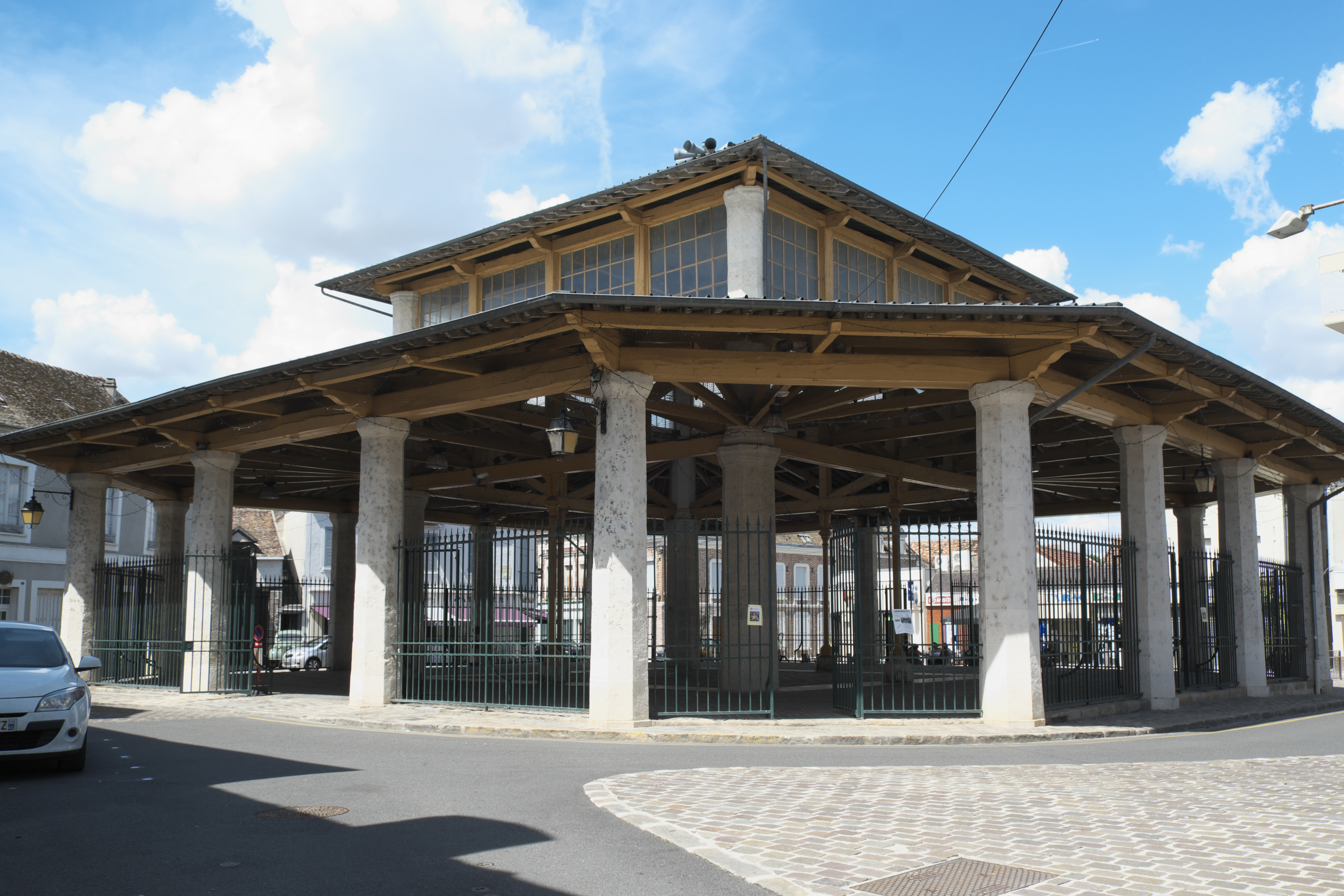
Markthalle in Bray-sur-Seine

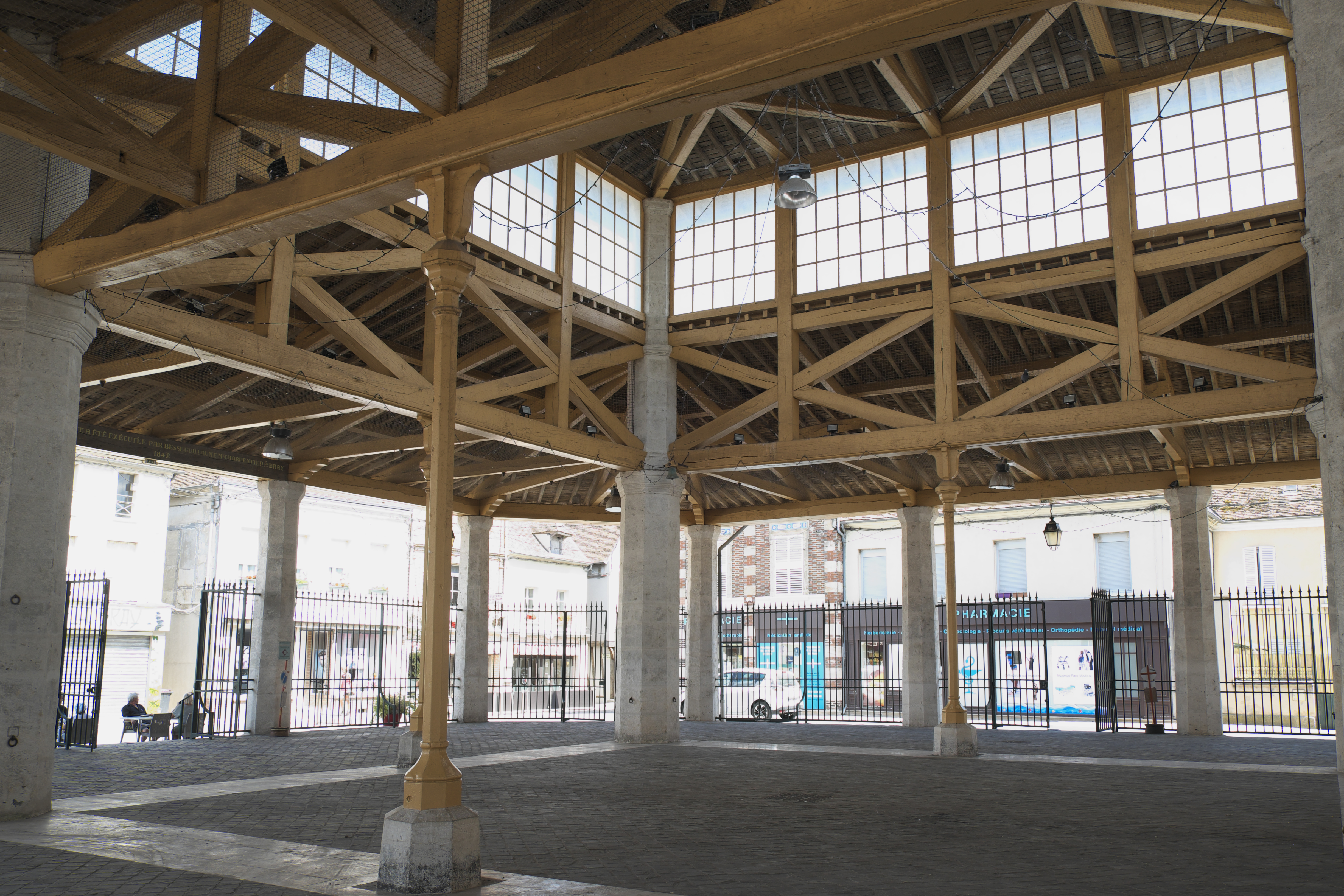
Innenansicht

Die Markthalle in Bray-sur-Seine, einer französischen Gemeinde im Département Seine-et-Marne in der Region Île-de-France, wurde 1841/42 errichtet. Die Markthalle in der Rue Taveau steht seit 1991 als Monument historique auf der Liste der Baudenkmäler in Frankreich.
Die Markthalle wurde an der Stelle eines Vorgängerbaus nach Plänen des Architekten Émile Gilbert errichtet. Vier Pfeiler aus Steinquadern tragen die Holzkonstruktion und die Laterne. Sechzehn weitere Pfeiler tragen den Dachboden. Ein Eisengitter zwischen den Pfeilern dient als Abschluss der Halle. Die Bedachung besteht aus Zink, der Boden ist mit Steinplatten bedeckt. Im Jahr 1864 wurde die Hallenkonstruktion mit vier Pfeilern aus Gusseisen verstärkt.